# Edward Chapman (actor)
Edward Chapman (13 de octubre de 1901 – 9 de agosto de 1977) fue un actor teatral, cinematográfico y televisivo británico, conocido principalmente por su papel de Wilfred Grimsdale, personaje que, junto con Pitkin, interpretado por Norman Wisdom, fue protagonista de diversos filmes de las décadas de 1950 y 1960.

## Biografía
Nacido en Harrogate, Inglaterra, tras dejar sus estudios empezó a trabajar como empleado de banca. 
Posteriormente inició su carrera como actor trabajando con la compañía teatral de Ben Greet en junio de 1924 en el Teatro Repertory de Nottingham, interpretando a Gecko en la obra de George du Maurier Trilby. Debutó en Londres en el Teatro Court en agosto de 1925 encarnando al Rev. Septimus Tudor en The Farmer's Wife. Entre las docenas de papeles teatrales que siguieron, destaca su trabajo como Napoleón Bonaparte frente a la Josefina de Margaret Rawlings, personajes de la obra Napoleón, representada en el Teatro Theatre en septiembre de 1934. 
En 1928 atrajo la atención de Alfred Hitchcock, que le dio el papel de "The Paycock" en su film de 1930 "Juno and the Paycock". Ese mismo año también actuó en Caste (film del cual no se conservan copias). En 1938 tuvo un papel en La ciudadela, y en 1941 trabajó con George Formby, Jr. en la comedia de los Estudios Ealing Turned Out Nice Again.
Durante la Segunda Guerra Mundial se alistó en la Royal Air Force, siendo destinado al Escuadrón 129 (Mysore) como Oficial de Inteligencia. Este Escuadrón de Spitfires tenía su base en Westhampnett y Debden, y entró en combate falleciendo en acción muchos de los compañeros de Chapman.
Chapman trabajó por primera vez con Norman Wisdom en 1957 en el film Just My Luck, en el papel de Mr. Stoneway, pero al año siguiente, en The Square Peg, fue Mr. Grimsdale frente al Norman Pitkin de Wisdom. En 1960 volvieron a actuar juntos, esta vez en The Bulldog Breed, interpretando básicamente a los mismos personajes aunque con diferentes nombres, Mr. Philpots y Norman Puckle. Wisdom actuó solo como Norman Pitkin en On the Beat en 1962, mientras que Chapman protagonizó la historia danesa Venus fra Vestø. Ambos actores trabajaron juntos de nuevo en 1963 en A Stitch in Time. La última vez que se reunieron fue en 1965, en The Early Bird.
A partir de 1965 Chapman trabajó principalmente en la televisión. Su último papel fue el de Mr. Callon en nueve episodios del melodrama de la BBC The Onedin Line, entre 1971 y 1972. 
Edward Chapman falleció a causa de un infarto agudo de miocardio en Brighton, Inglaterra, en 1977. Tenía 75 años de edad.

## Filmografía parcial
| - Juno and the Paycock (1930) - Murder! (Asesinato) (1930) - Caste (1930) - The Skin Game (1931) - Tilly of Bloomsbury (1931) - Happy Ever After (1932) - The Flying Squad (1932) - Mister Cinders (1934) - Guest of Honour (1934) - Blossom Time (1934) - Girls Will Be Boys (1934) - The Queen's Affair (1934) - The Church Mouse (1934) - The Divine Spark (1935) - Royal Cavalcade (1935) - Someone at the Door (1936) - Things to Come (1936) - Rembrandt (1936) - The Man Who Could Work Miracles (1936) - Love and How to Cure It (1937) - Who Killed Jack Savage? (1937) - Premiere (1938) - I've Got a Horse (1938) - La ciudadela (1938) - Marigold (1938) - The Nursemaid Who Disappeared (1939) - The Chance of a Lifetime (1939) - There Ain't No Justice (1939) - The Four Just Men (Los cuatro hombres justos) (1939) - Poison Pen (1939) - Hornleigh on Holiday (1939) - Inspector Hornleigh Goes To It (1940) - Now You're Talking (1940) - The Proud Valley (1940) - Law and Disorder (1940) - The Briggs Family (1940) - Convoy (1940) - Turned Out Nice Again (1941) - Jeannie (Tú cambiarás de vida) (1942) | - Ships with Wings (Gesta de héroes) (1942) - They Flew Alone (1942) - The October Man (1947) - It Always Rains on Sunday (1947) - Mr. Perrin and Mr. Traill (1948) - Man on the Run (1949) - The History of Mr. Polly (1949) - The Spider and the Fly (1949) - Madeleine (1950) - Night and the City (1950) - Corazón salvaje (1950) - His Excellency (1952) - The Magic Box (1952) - The Card (1952) - The Wild Heart (1952) - Mandy (1952) - The Ringer (1952) - Folly to Be Wise (1953) - The Intruder (1953) - A Day to Remember (1953) - The End of the Road (1954) - The Crowded Day (1954) - A Yank in Ermine (1955) - The Love Match (1955) - Cruce de destinos (1956) - Lisbon (1956) - Doctor at Large (Un médico fenómeno) (1957) - Just My Luck (1957) - The Square Peg (1958) - The Young and the Guilty (1958) - The Rough and the Smooth (1959) - School for Scoundrels (1960) - Oscar Wilde (1960) - The Bulldog Breed (Zafarrancho en la marina) (1960) - Venus fra Vestø (1962) - Hide and Seek (1964) - Joey Boy (1965) - The Early Bird (1965) - The Man Who Haunted Himself (Tinieblas) (1970) |